# Mikroregion Montenegro

Mikroregion Montenegro

Mikroregion Montenegro – mikroregion w brazylijskim stanie Rio Grande do Sul należący do mezoregionu Metropolitana de Porto Alegre. Ma powierzchnię 2.108,3 km²

## Gminy
- Alto Feliz
- Barão
- Bom Princípio
- Brochier
- Capela de Santana
- Feliz
- Harmonia
- Linha Nova
- Maratá
- Montenegro
- Pareci Novo
- Poço das Antas
- Portão
- Salvador do Sul
- São José do Hortêncio
- São José do Sul
- São Pedro da Serra
- São Sebastião do Caí
- São Vendelino
- Tupandi
- Vale Real